# Stephanie Gilmore
Stephanie Gilmore est une surfeuse australienne née le 29 janvier 1988 à Murwillumbah, Nouvelle-Galles du Sud, Australie.

## Biographie
Elle a commencé le surf à l'âge de dix ans alors qu'elle était sur un bodyboard. À 17 ans, elle entrait dans le WCT avec une Wild-Card et une victoire lors de l'édition 2005 Roxy Pro Gold Coast (elle est la plus jeune surfeuse à gagner en WCT). La saison suivante, elle a remporté (avec une autre Wild-Card, le 2006 Havaianas Beachley Classic. Stéphanie Gilmore avec son succès sur le circuit WQS 2006 est qualifiée pour le 2007 Foster's ASP Women's World Tour, et elle n'a pas déçu. Elle a gagné quatre événements et le titre mondial 2007 (elle est élue Rookie of the Year). C'est la première fois dans l'histoire qu'une surfeuse est championne du monde la première année. Elle conservera le titre jusqu'en 2010 ainsi qu'en 2012. Elle l'emporte aussi en 2014 et 2018. En 2022, elle remporte son 8ème titre mondial.

## Palmarès
2012 
- Roxy Pro, Hossegor, France

   2011 
- Roxy Pro, Hossegor, France

   2010 
- Rip Curl Pro Search, Puerto Rico

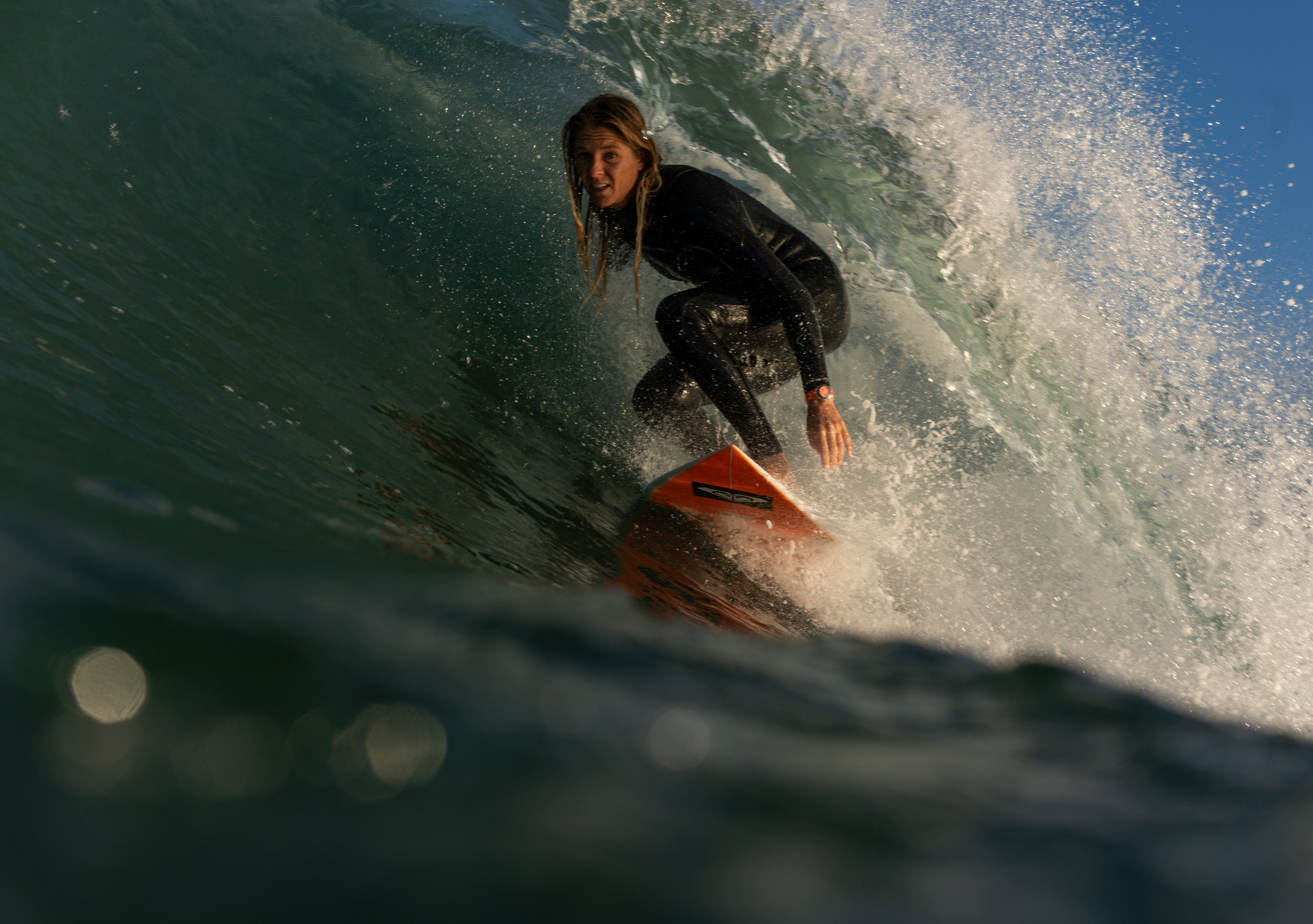
Stephanie Gilmore à Capbreton, en France.

- Commonwealth Bank Beachley Classic, Manly, Australie (WCT)
- Rip Curl Womens Pro, Bells Beach, Victoria, Australie (WCT)
- Roxy Pro, Gold Coast, Queensland,  Australie (WCT)

   2009 
- Billabong Pro, Maui,Hawaï(WCT)
- Roxy Pro, Gold Coast, Queensland,  Australie (WCT)

   2008 
- Billabong Pro, Maui, Hawaï (WCT)
- Roxy Pro, Sunset Beach, Oahu, Hawaï (WCT)
- Mancura Peru Classic, Mancura, Pérou (WCT)
- Rip Curl Pro Mademoiselle, Hossegor, France (WCT)
- Rip Curl Womens Pro, Bells Beach, Victoria, Australie (WCT)

   2007
- Billabong Pro, Maui, Hawaii (WCT)
- Honda US Open of Surfing presented by O'Neill
- Havaianas Beachley Classic, Manly, Australie (WCT)
- Mancura Peru Classic, Mancura, Pérou (WCT)
- Rip Curl Womens Pro, Bells Beach, Vic, Australie (WCT)

   2006
- Havaianas Beachley Classic, Manly, Australie (WCT) en tant que Wildcard
- Roxy Pro Surfing Festival, Phillip Island, VIC, Australie (WQS)
- MR Price Pro, Durban, Afrique du Sud, (WQS)

   2005
- Roxy Pro, Gold Coast, Australia (WCT) en tant que Wildcard